# Будаєв Фелікс Михайлович
Фе́лікс Миха́йлович Буда́єв (нар. 30 червня 1941 — пом. 9 червня 2015) — радянський футболіст та футбольний арбітр, відомий насамперед завдяки виступам у півзахисті сімферопольської «Таврії».

## Життєпис
Фелікс Будаєв дебютував на рівні команд майстрів у складі торезького «Шахтаря». У 1966 році перейшов до лав сімферопольської «Таврії», де втім основної ролі не відігравав, задовольняючись статусом стабільного гравця ротації. У 1969 році Будаєв перейшов до лав сєвєродонецького «Хіміка», що не хапав з неба зірок і закінчив сезон на останньому місці у своїй підгрупі. Однак досвід, отриманий у Сєвєродонецьку, дозволив Феліксу Будаєву повернутися до Сімферополя, де він почав з'являтися на полі значно частіше за попередні роки. У 1970 році разом з командою здобув «срібло» 1-ї зони другої групи класу «А», а після завершення наступного сезону вирішив припинити активні виступи.
По закінчення кар'єри футболіста Будаєв розпочав суддівську кар'єру. Протягом багатьох років обслуговував як лайнсмен матчі Кубка СРСР та нижчих радянських ліг, а у квітні 1986 року був головним арбітром товариського матчу між збірною Криму та збірною СРСР.
Працював викладачем з футболу в УОР (Краснолісся), протягом 2002–2003 років очолював сімферопольський футзальний клуб «Динамо-ЮРІН», що виступав у першій лізі чемпіонату України. Помер 9 червня 2015 року.

## Досягнення
- Срібний призер 1-й зони другої групи класу «А» чемпіонату СРСР (1): 1970